# Ковтун, Яков Петрович
Я́ков Петро́вич Ко́втун (22 октября 1916 — 15 сентября 2014) — советский геолог. Организатор геофизических работ по поиску железных руд, бокситов, сульфидного никеля и других полезных ископаемых на Воронежском кристаллическом массиве. В 1952—1983 годах — начальник Воронежской (Южной) геофизической экспедиции.

## Биография

### Детство, образование и воспитание
Родился в селе Вороньки (Полтавская губерния). Отец Пётр Романович (1879—1948), мать Ефросинья Осиповна (1882—1965) — простые сельчане. В семье было ещё три сестры (Ульяна (1907—1997), Ганна (1912—1933), Мария (1920—1988)) и единокровный брат (Мыкола (1900—1942)).
В первый класс Якова определили в 1923 году. В 1931 году окончил 7-й класс и поступил в Лохвицкий педагогический техникум, а в 1932 году — на рабочий факультет института инженеров водного хозяйства в Харькове. В 1933 году окончил институт и сдал экзамен на I курс Одесского института инженеров землеустройства. С 1934 года по 1939 год обучался в Одесском сельхозинституте (в 1934 году 2 института объединили в один и сделали отдельную кафедру по землеустройству), который он успешно окончил, получив диплом инженера-топографа и геодезиста и звание лейтенанта-артиллериста. В 1939 году распределился в Москву в Государственный Союзный Геофизический трест Министерства нефтяной промышленности на должность инженера-геодезиста в полевую геофизическую партию.

### Работа в геологической области
Первая работа — сейсморазведка и поиск нефтяных месторождений (Доссор, Косчегил, Тюлюс и Кузбак), в Северном Казахстане. Женится на Радченко Зинаиде Прокофьевне (1922-2011). В 1942 году родился сын Вячеслав.
В 1944 году переезжает в Гурьев в должности начальника сейсморазведочной партии. В том же году родился второй сын — Валентин. В 1946 году по состоянию здоровья переводится из Казахстана на Украину, в Киев и назначается начальником геофизической партии в Донбасскую геофизическую экспедицию. В 1948 году — назначен начальником кубанской сейсморазведочной партии Министерства геологии СССР, участвует в открытии крупных газонефтяных структур Каневской, Ленинградской и Кущевской.
В 1951 году — начальник Северо-Кавказской сейсморазведочной партии на структурах Сельская и Манычинская. В 1952 году — начальник Крымской Сейсморазведочной партии, проводившей сейсморазведочные работы по разведке структур на Керченском полуострове.
10 октября 1952 года назначен начальником Курской геофизической экспедиции. Экспедиция была создана в 1948 году, являлась постоянной организацией в системе Центргеологии и структурно оформилась в 1948 году в г. Обоянь (Курская область). В 1964 году экспедиция переехала в г. Воронеж, где впоследствии (в 1967 году) получила название Воронежской геофизической экспедиции.
В 1950-е годы экспедицией были выработаны технологии и методика геофизических работ по поисковому и детальному картированию аномалий, связанных с богатыми железистыми рудами. За 10 лет работы экспедиция увеличила объем своей работы в 4 раза.
Начальником Воронежской экспедиции Яков Ковтун был 31 год (с 1952 по 1983 год). За это время были открыты и разведаны такие богатые месторождения железных руд, как Лебединское, Стойленское, Михайловское, Яковлевское, Понзенское, Реутецкое, Курбакинское, Чернянское, Гостищевское и т. д.
Являлся депутатом 7 созывов Коминтернского районного Совета депутатов трудящихся в г. Воронеж (с 1966 по 1980 гг.).
Яков Ковтун воспитал более десяти кандидатов и докторов наук в области геолого-минералогических наук. Под его руководством начинали свой путь и трудились будущие известные в геофизике люди. Среди них лауреат Ленинской премии Н. Г. Шмидт, лауреат Государственной премии СССР в области техники В. Н. Бойдаченко, доктора и кандидаты наук Н. П. Афанасьев, В. И. Павловский, Е. Б. Серебряков, Г. А. и А. А. Любимовы, заслуженный геолог Российской Федерации С. П. Василюк и другие. Работы Якова Ковтуна опубликованы в различных геологических сборниках советского времени, а также хранятся в Центральном фондохранилище Росгеолфонда.
После выхода на пенсию Яков Ковтун переезжает в Московскую область, в город Лобня. Еще 18 лет работает в должности инженера Главного научно-исследовательского и информационно-вычислительного центра Комитета Российской Федерации по геологии и использованию недр. Окончательно с трудовой деятельностью Яков Ковтун распрощался лишь в 2001 году в возрасте 84 лет.
Яков Ковтун почётный гражданин города Обоянь (Курская область) . В городе Обоянь на здании Хирургического отделения районной больницы, где ранее располагалась Курская геофезическая экспедиция (г. Обоянь, ул. Федоровского, 40) размещена памятная доска с текстом: "В этом здании работал с 1952 по 1964 год почетный гражданин г. Обояни заслуженный геолог Российской Федерации Яков Петрович Ковтун".
Яков Петрович Ковтун скончался 15 сентября 2014 года .

## Награды
- Медаль «За трудовую доблесть» (19 мая 1954)
- Орден Трудового Красного Знамени (29 апреля 1963)
- Медаль «За трудовое отличие» (1968)
- Медаль «За доблестный труд в Великой Отечественной войне 1941—1945 гг.»
- Медаль «В ознаменование 100-летия со дня рождения Владимира Ильича Ленина»
- Знак «Отличник разведки недр» (1988)
- Знак «Победитель Социалистического соревнования 1974 года»
- Грамоты Министерства геологии СССР и РСФСР, Министерства природы Российской Федерации, Федерального агентства по недропользованию.
- Почётная грамота Правительства Российской Федерации (5 сентября 2011) — за большой вклад в развитие минерально-сырьевой базы России и многолетний добросовестный труд[3]
- Заслуженный геолог Российской Федерации (13 сентября 1994) — за заслуги в области геологии и многолетний добросовестный труд[4]
- В 2001 году включен в информационно-биографический сборник Геофизики России.[5]